# Badische Armee
L'esercito badense (in tedesco ufficialmente Badische Armee) è stato l'esercito del Baden dal 1600 al 1871.

## Storia

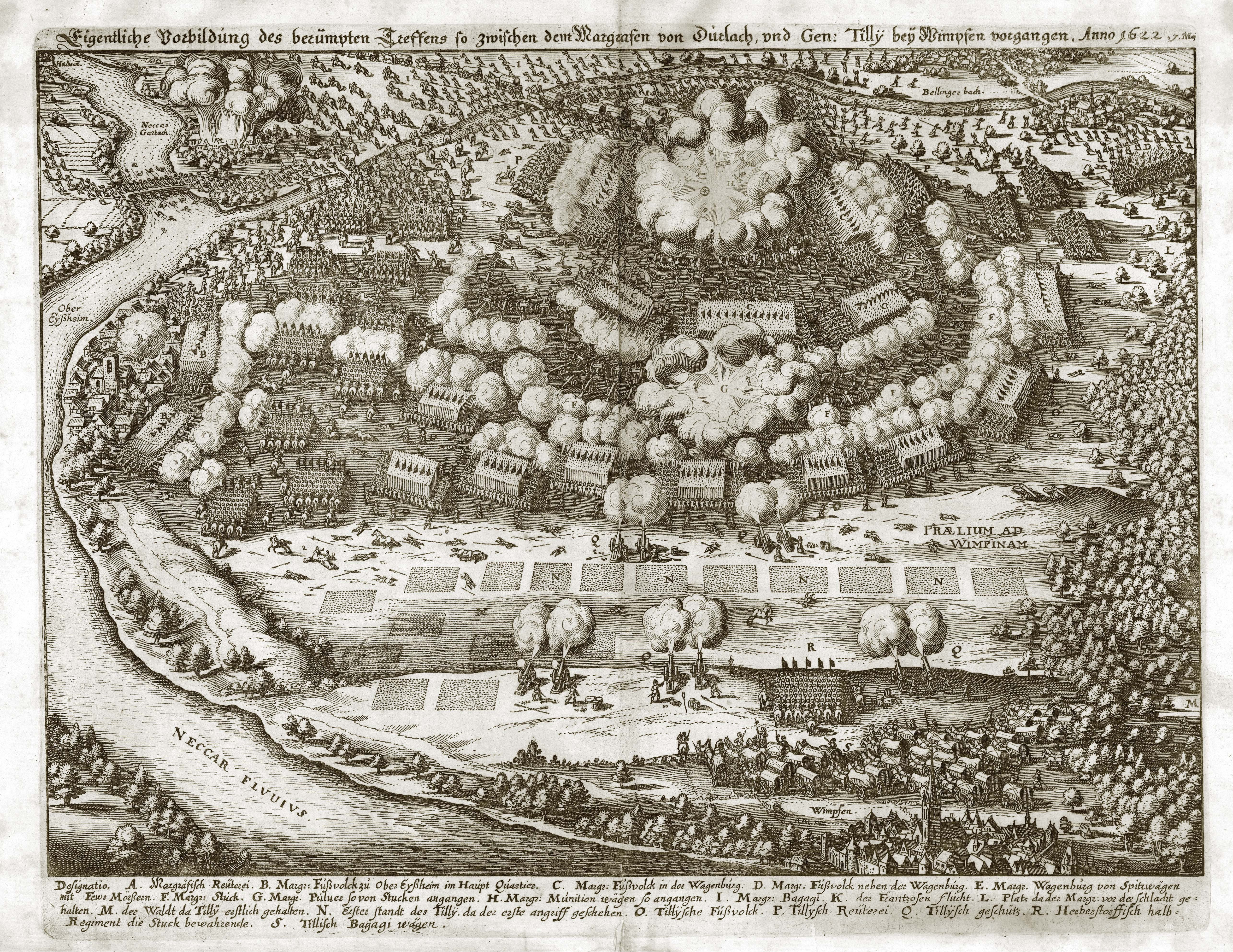
La battaglia di Wimpfen in una litografia di Matthäus Merian.

Le origini dell'esercito del Baden risalgono al periodo della Guerra dei Trent'anni quando vennero a crearsi le prime unità stabili dei margraviati di Baden-Durlach e di Baden-Baden che dovevano fornire truppe al Circolo imperiale della Svevia. All'inizio della guerra dei Trent'anni, il margravio Giorgio Federico si schierò con la coalizione protestante guidata da Federico V del Palatinato contribuendo personalmente con un esercito di 20 000 uomini e con 70 carri blindati (Spitzwagen) equipaggiati con cannoni e picche per respingere la cavalleria. Le truppe badensi però, separate da quelle del generale Ernst von Mansfeld, vennero sconfitte dagli imperiali del feldmaresciallo Tilly nella battaglia di Wimpfen del 6 maggio 1622. L'Alto Baden e parte del Basso Baden (Baden-Durlach) vennero quindi occupati dalle truppe imperiali. Fu solo nel 1631 che Federico V di Baden-Durlach, figlio e successore di Giorgio Federico, riuscì nuovamente a radunare un esercito adeguato e ad unirsi all'esercito svedese di Gustavo II Adolfo. Il paese di Baden rimase occupato dagli imperiali e dai bavaresi sino alla firma della pace di Vestfalia (1648) che restituì i rispettivi possedimenti ai rami di Baden-Baden e Baden-Durlach.
Ormai riconciliatosi con gli imperiali, il margravio Luigi Guglielmo di Baden-Baden (r. 1677-1707) comandò gli eserciti imperiali contro gli ottomani durante la Guerra austro-turca (1683-1699), guadagnandosi il soprannome di Türkenlouis e si distinse per la vittoria nella battaglia di Slankamen (1691). Fedele alleato dell'imperatore, i suoi possedimenti furono devastati dai francesi durante la Guerra della Lega di Augusta e durante la Guerra di successione spagnola.
Tra il 1732 ed il 1771, il margraviato di Baden-Durlach fornì 23 battaglioni di granatieri e un reggimento di fanteria, mentre quello di Baden-Baden fornì regolarmente 19 battaglioni di corazzieri e un reggimento di fanteria.

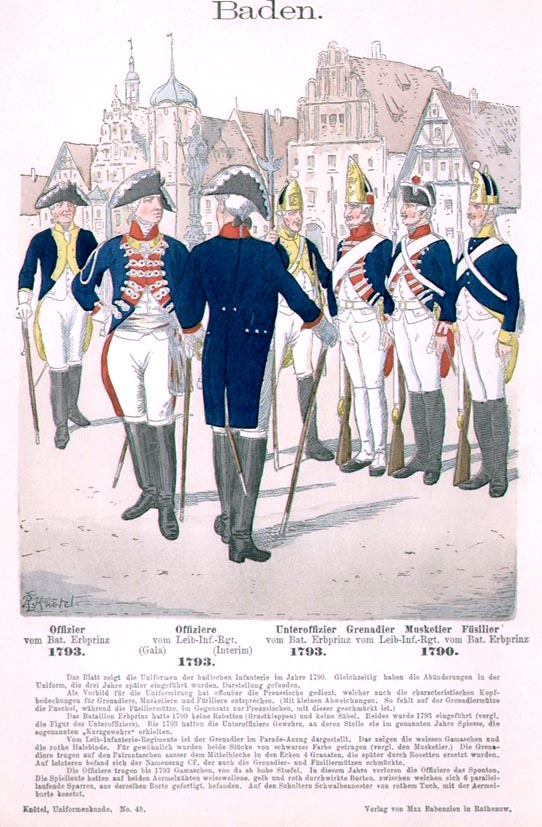
Uniformi dell'esercito badense nel 1790

L'unificazione dei due margraviati nell'unico margraviato di Baden nel 1771, ed i suoi successivi ampliamenti ad opera di Napoleone sino a che divenne granducato nel 1806, crearono l'opportunità per lo stato di mantenere un esercito ancora più grande al proprio servizio, una forza armata che lo stesso imperatore francese sfruttò nelle sue campagne contro l'Austria, la Prussia e la Spagna e, soprattutto, la Russia. Le truppe del granducato di Baden, infatti, ebbero un ruolo preminente nella campagna di Russia del 1812, assieme all'esercito bavarese. 
Dopo la fine del governo di Napoleone, il granducato di Baden contribuì con una propria divisione all'esercito federale tedesco. Nel 1848 le truppe del Baden, quasi da sole, soppressero la rivolta di Hecker, ma appena un anno dopo diversi soldati del Baden si unirono ai rivoluzionari locali. Dopo la violenta soppressione dei moti ad opera delle truppe della Prussia e del Württemberg chiamate in soccorso dal governo del Baden, l'esercito si ricostituì per combattere la guerra austro-prussiana del 1866 schierandosi a fianco dell'Austria e degli stati tedeschi meridionali; nel 1870 l'esercito badense prese parte alla guerra franco-prussiana, questa volta al fianco della Prussia. 
Nel 1871 il granducato entrò nell'Impero tedesco e rinunciò al mantenimento di un proprio esercito, trasferendo le proprie forze nel XIV corpo d'armata imperiale tedesco.